# Josep Galceran de Pinós i de Rocabertí
Josep Galceran de Pinós i de Rocabertí   (Barcelona, 1665 - Burgos, 1718), marquès de Santa Maria de Barberà, va ser un aristòcrata català, germà de Miquel de Pinós i de Rocabertí (1667-1713).

## Biografia
Era fill de Josep Galceran de Pinós i de Perapertusa, senyor de Santa Maria de Barberà, castlà d'Arraona, que era fill i hereu de Francesc Galceran de Pinós-Santcliment i de Corbera-Santcliment, i net de Bernat Galceran de Pinós-Santcliment i de Santcliment (mort el 1626), senyor de Santa Maria de Barberà, i de la seu muller, Elionor de Corbera-Santcliment. Bernat Galceran era fill de Jeroni de Pinós-Fenollet i Mai (mort vers el 1584), cavaller de Sant Jaume, dit també Jeroni de Pinós-Santcliment i Mai per una imposició a causa del seu matrimoni amb Maria Anna de Santcliment-Gualbes i de Santcliment, senyora de Badalona.
Exercí el càrrec de protector del Braç militar de Catalunya entre el 1697 i el 1699 i entre el 1706 i el 1708. Felip V d'Espanya creà per a ell el Marquesat de Santa Maria de Barberà (el 12 de juliol de 1702), però Josep Galceran conspirà a favor del rei arxiduc Carles III i quan aquest arribà a Barcelona es passà al seu bàndol. A les corts de 1705-06 va ser fet comte i poc després marquès. Va representar el rei arxiduc davant la Generalitat durant el setge de Barcelona del 1706, per a assumptes de defensa. El 1707 era Coronel del regiment de la Diputació del General i el mateix any l'arxiduc Carles III el va crear Gran d'Espanya (el 18 d'agost de 1707) qui abans, el 1705, ja l'havia premiat amb el títol de marquès d'Alentorn. Defensà la postura de la resistència a ultrança de Barcelona, el 1713-14, i en caure la ciutat va ser fet presoner i traslladat a Pamplona i a Burgos on morí.
Es va casar amb Agustina d'Urries i de Gurrea, i el seu fill, Esteve de Pinós i d'Urries (1687-1709), ingressà el 1703, als 16 anys, a l'Acadèmia dels Desconfiats.
Va fundar la vila de Bagà.